# Bram Röttger
Bram Röttger (Rumst, 3 november 1998) is een Belgisch acro-gymnast. 

## Levensloop
In 2018 behaalde hij samen met Marte Snoeck brons op de wereldkampioenschappen te Antwerpen.
Op de Wereldspelen van 2022 behaalde hij samen met Helena Heijens goud in het onderdeel 'gemengde paren', eerder behaalde het duo dat jaar in deze discipline ook driemaal goud op de wereldkampioenschappen en wonnen ze de wereldbeker.